# Johannes Jurgens
Johannes Wilhelmus Gosuinus Petrus (Joop) Jurgens (Oss, 11 mei 1895 – Nijmegen, 13 februari 1963) was jurist, hoogleraar en rector magnificus aan de Katholieke Universiteit Nijmegen.

## Biografie

### Familie
Jurgens was een lid van de familie Jurgens, bekend als margarinefabrikanten, en een zoon van Franciscus Alphonsus Jurgens (1865-1926) en Maria Th.P.A. van Heeswijk (1869-1924). Hij trouwde in 1922 met Sebastiana Regina Trooster (1895-1971); zij was een zus van prof. ir. Stephanus Gerardus Trooster (1896-1950) die in 1947 trouwde met Jurgens' zus. Uit het huwelijk Jurgens-Trooster werden vijf kinderen geboren.

### Loopbaan
Na zijn studie rechten werd Jurgens in 1928 griffier van het kantongerecht te Zuidbroek om vanaf 1933 rechter te worden bij de Rechtbank Roermond. In 1939 werd hij benoemd tot hoogleraar handelsrecht en internationaal privaatrecht aan de KUN, welk ambt hij op 16 mei 1941 aanvaardde. In het academiejaar 1948-1949 was hij rector magnificus van die universiteit; in die hoedanigheid hield hij ook een rede ter gelegenheid van het 25-jarig bestaan van de universiteit.  Jurgens bleef hoogleraar tot zijn overlijden in 1963.